# Saad Bakhit Mubarak
Saad Bakhit Mubarak Al Abadla (né le 15 octobre 1970 aux Émirats arabes unis) est un footballeur international émirien, qui évoluait au poste de milieu de terrain.

## Biographie

### Carrière en sélection
Avec l'équipe des Émirats arabes unis, il figure dans le groupe des sélectionnés lors de la Coupe d'Asie des nations de 1996.
Il dispute également la Coupe des confédérations de 1997 et joue 17 matchs comptant pour les qualifications de la coupe du monde.
Il joue enfin les Coupe du monde de football de plage en 2007 et 2011.

## Palmarès
| Al Shabab - Coupe des Émirats arabes unis (1) : - Vainqueur : 1996-97. - Finaliste : 1998-99. |  | Émirats arabes unis - Coupe d'Asie des nations : - Finaliste : 1996. |